# 東条湖
東条湖（とうじょうこ）は、兵庫県加東市にある鴨川ダムによってせき止められて出来た人造湖。清水東条湖立杭県立自然公園内にある。

## 概要
1949年に鴨川ダムの建設が起工され、1951年に3年の歳月をかけて完成した。完成した湖は巨大な龍のような形をしている。現在はブラックバス釣り・わかさぎ釣りやボート漕ぎなどの観光用の湖として活用しており、湖畔には清水寺、1966年から第一次分譲が始まった別荘地・林間住宅地が立地している。

## 名称
当初は「雲龍湖」という名称が候補となっていたが、土地の名前を付けるということで「東条湖」と決まった。

## 東条湖八景
東条湖にある八景の一覧であり、特に水天宮は湖上に現れた美しい景観のうちもっともすばらしい場所を水天宮と名づけ、湖にいつも豊かな水がたたえられるよう、また、湖底に沈んだ土井集落に対する感謝の意を表すとともに観光の発展を願って守護神を祭った。
- 不動岩
- 妹背岩
- 五所ヶ渓岩
- 鞍馬峡
- 鷲の巣窟
- 蓬莱峡
- 屏風岩
- 水天宮

## 周辺の施設
- アクア東条[2]
- 東条湖おもちゃ王国（旧東条湖ランド）[2]
- モビレージ東条湖[2]
- 黒谷若宮八幡宮[2]
- ホテルグリーンプラザ東条湖

## アクセス
- 中国自動車道ひょうご東条インターチェンジから車で約10分